# Никонов, Фёдор Павлович
Никонов, Федор Павлович (27.02.1894 г., Вологодская губ.  — 1975) — советский военный деятель, комбриг (позднее  полковник), один из инициаторов создания Академии Генерального Штаба Красной Армии.

## Биография
Подпоручик Ф.П.Никонов участвовал в Первой мировой войне в должности командира пулеметной роты.
После Февральской революции одним из первых перешел на сторону большевиков. С 28 февраля по 30 марта 1917 года был помощником начальника гарнизона района Балтийского и Варшавского вокзалов Петрограда, а с 30 марта по 10 мая состоял офицером для поручений в Военной Комиссии Госдумы 
Был членом Военной организации РСДРП. Участник Октябрьской революции, после которой получил должность начальника штаба Всероссийской коллегии по организации и формированию Красной Армии. 12 января 1918 года был включен в состав Бюро по организации РККА. Во время наступления на Петроград немецких войск в феврале 1918 возглавил штаб Псковского боевого сектора, организовывал сопротивление немецкому наступлению.
Весной 1918 года составил первую записку об организации Академии Красного генштаба (в соавторстве с начальником Латышской дивизии И.И Вацетисом) и был активным участником создания Академии и одним из первых слушателей.
Дослужился до звания комбрига. В 1930 году был арестован вслед за бывшим военруком Академии А.Е.Снесаревым и сослан под Караганду. Из ссылки вернулся в 1938 или 1939 году
Участник Великой Отечественной войны, в 1941 году под Киевом попал в окружение, но выбрался. Продолжал воевать, в 1943 был комиссован по ранению и уехал к семье в эвакуацию в Зауралье.
После войны некоторое время преподавал в высших военных учебных заведениях. Умер в 1975 году.

## Цитата
Первым в этом ряду стал и фактически являлся первым каменщиком красного генштаба тов. Ф. П. Никонов. Член Военной организации большевиков, тов. Никонов стоял во главе штаба Всероссийской коллегии, а в момент наступления на Петроград немецких войск в феврале 1918 г. — во главе штаба Псковского боевого сектора. Тов. Никонов по своему положению в качестве начальника штаба Всероссийской коллегии по организации Красной армии, сосредоточил в себе важнейший и колоссальный опыт, проделанный революционными военными работниками в тылу и на фронтах… Тов. Никонову выпала честь оставить первую записку об организации Академии Красного генштаба. А бывшему тогда начальником Латышской дивизии И.И Вацетису выпала честь подкрепить эту записку своими соображениями. 4-6 апреля записка об организации Академии была рассмотрена в ряде комиссий, всю тяжесть работ которых вынесли на своих плечах будущие красные генштабисты — автор записки о революционной Академии — т. Никонов, т. Янсон, а также т. Дзевялтовский И. Л., т. Янишевский В. А. и несколько профессоров старой академии генштаба. После этого на т. Никонова была возложена миссия поставить аппарат бывшей царской Академии генштаба, к тому времени эвакуированной в Екатеринбург, на службу рабоче-крестьянской Красной армии".

## Семья
Жена – Зинаида Юльевна Фишер, дворянка по происхождению, получила классическое образование в Институте благородных девиц, работала библиотекарем Генерального штаба в Петрограде, после перевода столицы в Москву познакомилась с Ф.П.Никоновым. В 1930 году поехала за ним в ссылку. В 1941 была эвакуирована в Зауралье.
Сыновья Михаил (родился 29 мая 1928) и Павел (30 мая 1930) стали известными советскими художниками.